# Gesetz der Übereinstimmung der Produktionsverhältnisse mit dem Charakter der Produktivkräfte
Das Gesetz der Übereinstimmung der Produktionsverhältnisse mit dem Charakter der Produktivkräfte ist ein grundlegendes Theorem des Marxismus-Leninismus. Nach dieser Lehre bildet es das allgemeine Entwicklungsgesetz der menschlichen Gesellschaft und führt zur geschichtlichen Höherentwicklung der Menschheit in der Aufeinanderfolge der ökonomischen Gesellschaftsformationen. Es wirkt ebenso innerhalb der Gesellschaftsformationen und bildet im Kapitalismus die ökonomische Ursache für Wirtschaftskrisen und Kriege.

## Wesen
Der dialektische Widerspruch der Produktionsweise hat zwei Seiten, die Produktivkräfte und die Produktionsverhältnisse, die somit in enger Wechselwirkung stehen. Die Entwicklung der Produktivkräfte bildet die bestimmende Seite dieses dialektischen Widerspruchs. Eine Veränderung der Produktionsweise schlägt immer in qualitativer Weise um, sobald genügend quantitative Entwicklung im Bereich der Produktivkräfte erfolgte. Die historisch in der Regel fortwährende, stetige, und nur in Ausnahmefällen unstetige, Entwicklung der Produktivkräfte trägt hierbei dazu bei, dass die Produktionsweise in gewissen Abständen gesellschaftliche Erschütterung erfahren. Also löst sich dieser Widerspruch, indem die Produktionsverhältnisse in ihrem qualitativen Sprung den Produktivkräften angepasst werden, oder die Produktivkräfte bis auf ein Niveau abgerissen werden, auf welchem die alte Produktionsweise noch vorherrschen kann (eben jene gesellschaftliche Erschütterungen). Beispielsweise fand sich der endgültige qualitative Sprung in die kapitalistische Produktionsweise mit der Industriellen Revolution; wenngleich sich bereits zuvor einige Charakteristiken des Kapitalismus in den Feudalgesellschaften fanden (u. a. Veränderungen quantitativer Natur), so war doch bis dahin der Feudalismus die dominierende Produktionsweise.
Das wichtigste Element der Produktionsverhältnisse sind die Eigentumsverhältnisse. Daher führt der Widerspruch zwischen den Produktivkräften und den Produktionsverhältnissen in den antagonistischen Klassengesellschaften zum Kampf zwischen der herrschenden Klasse, die die überlebten Produktionsverhältnisse verteidigt, und der fortschrittlichen Klasse, die um deren Aufhebung kämpft. In der Revolution wird die Einheit zwischen Produktivkräften und den Produktionsverhältnissen wieder hergestellt.

## Praxis
Sowjetische Autoren führen den wesentlich höheren Ausstoß der sowjetischen Industrie an Panzern und Flugzeugen im Zweiten Weltkrieg, obwohl die sowjetische Industrie gemessen an den Kennziffern der Stahl- und Kohleproduktion kleiner war als die deutsche, auf die Einheit von Produktionsverhältnissen und Produktivkräften unter den Bedingungen des Sozialismus zurück.
Die Herausbildung der Finanzoligarchie löst nach marxistischer Auffassung zeitweilig den Widerspruch zwischen Produktionsverhältnissen und Produktivkräften in Form des Widerspruchs zwischen der Herausbildung des Monopolkapitalismus und dem allgemeinen Milieu der Warenproduktion.